# Гугля, Виктор Григорьевич
Виктор Григорьевич Гугля (род. 1938) — российский учёный в области технологии производства продуктов животноводства, кормления сельскохозяйственных животных и технологии производства кормов, академик РАСХН (1997), академик Российской академии наук (2013).

## Биография
Родился 17 февраля 1938 г. в с. Бородулиха Бородулихинского района Семипалатинской области.
Окончил Семипалатинский зооветеринарный институт (1960). Главный зоотехник колхоза «Родина» Семипалатинской области (1960—1962). Ассистент Семипалатинского зооветеринарного института (1962—1964).
В 1964—1967 гг. обучался в аспирантуре Сибирского научно-исследовательского и проектно-технологического института животноводства. С 1967 г. работает там же: старший научный сотрудник отдела кормления (1967—1969), заведующий лабораторией физиологии пищеварения и обмена веществ (1969—1975), заместитель директора по научной работе (1975—1989), директор (1989—1998), заместитель директора по научной работе, одновременно заведующий сектором физиологии и пищеварения с.-х. животных (1998—2008), с 2008 г. — главный научный сотрудник.
Доктор сельскохозяйственных наук (1991), профессор (1991), академик РАСХН (1997), академик РАН (2013).
Специалист в области технологии производства продуктов животноводства, кормления с.-х. животных и технологии кормов.
Один из авторов нового типа чёрно-пестрой породы молочного скота «Ирменский».

## Награды, премии, почётные звания
Заслуженный деятель науки Российской Федерации (1996). Награждён медалями «За доблестный труд. В ознаменование 100-летия со дня рождения Владимира Ильича Ленина», «Ветеран труда», «За трудовое отличие».

## Труды
Автор более 260 научных трудов. Книги:
- Использование амидоконцентратных добавок при кормлении крупного рогатого скота и овец: метод. рекомендации / соавт.: И. И. Филатов и др.; Сиб. н.-и. и проект.-технол. ин-т животноводства. — Новосибирск, 1978. — 31 с.
- Физиологические и биохимические основы кормления крупного рогатого скота: метод. рекомендации / Сиб. н.-и. и проект.-технол. ин-т животноводства. — Новосибирск, 1982. — 63 с.
- Корма Сибири — состав и питательность: метод. рекомендации / соавт.: Б. В. Зайцев и др.; Сиб. н.-и. и проект.-технол. ин-т животноводства. — Новосибирск, 1988. — 680 с.
- Концепция реформирования научного обеспечения АПК Сибири / соавт.: П. Л. Гончаров и др.; РАСХН. Сиб. отд-ние. — Новосибирск, 1998. — 44 с.
- Справочник сибирского животновода / соавт.: В. А. Солошенко и др.; Сиб. н.-и. и проект.-технол. ин-т животноводства и др. — Новосибирск, 2000. — 217 с.
- Концепция развития агропромышленного комплекса Сибири до 2010 года / соавт.: П. Л. Гончаров и др.; РАСХН. Сиб. отд-ние. — Новосибирск, 2001. — 111 с.